# Курома (приток Верхней Тоймы)
Курома — река в России, протекает в Двинском сельском поселении Верхнетоемского района Архангельской области.
Высота истока — 198 м над уровнем моря. Высота устья — 74 м над уровнем моря.
Устье реки находится в 47 км от устья по левому берегу реки Верхняя Тойма. Длина реки составляет 26 км, площадь водосборного бассейна — 132 км². Притоки: Зимняя Рассоха, Тырас, Себстваж, Волков.

## Данные водного реестра
По данным государственного водного реестра России относится к Двинско-Печорскому бассейновому округу, водохозяйственный участок реки — Северная Двина от впадения реки Вычегда до впадения реки Вага, речной подбассейн реки — Северная Двина ниже места слияния Вычегды и Малой Северной Двины. Речной бассейн реки — Северная Двина.
Код объекта в государственном водном реестре — 03020300112103000027012.